# Edmund xứ Langley
Edmund xứ Langley, Công tước thứ 1 xứ York, KG (5 tháng 6 năm 1341 – 1 tháng 8 năm 1402) là con trai thứ tư còn sống đến tuổi trưởng thành của Vua Edward III của Anh và Philippa xứ Hainault. Giống như nhiều hoàng tử Anh thời Trung cổ, Edmund lấy biệt danh từ nơi sinh của mình, là cung điện Kings Langley ở Hertfordshire. Ông là người sáng lập ra triều đại York thống trị nước Anh nhiều năm, nhưng đó là thông qua cuộc hôn nhân của con trai ông, Richard xứ Conisburgh và với Anne xứ Mortimer, cháu gái của anh trai Edmund, Lionel xứ Antwerp, Công tước của Clarence. Vương tộc York đã tuyên bố về ngai vàng của nước Anh trong Chiến tranh Hoa Hồng. Phe còn lại trong chiến tranh Hoa Hồng, Nhà Lancaster, được thành lập từ hậu duệ của John xứ Gaunt, anh trai ruột của Edmund, Công tước Lancaster, chính là con trai thứ ba của Edward III. Sự đối đầu thảm khốc của hai vương tộc đều bắt nguồn từ chính những người con trai của vua Edward, gây ra sự xáo trộn và bất ổn chính trị nước Anh xuyên suốt thế kỷ 15 liên quan đến việc thừa kế ngai vàng, nhưng đã được giải quyết triệt để bởi sự thành lập của nhà Tudor sau này đã hợp nhất hai vương tộc.

## Cuộc sống ban đầu
Sau khi cha đỡ đầu của mình là Bá tước John de Warren qua đời, Edmund được ban cho các vùng đất của bá tước ở phía bắc Trent, chủ yếu ở Yorkshire. Năm 1359, ông tham gia cùng cha mình là Vua Edward III trong một chuyến thám hiểm quân sự đến Pháp, nhưng không thành công, và được phong làm hiệp sĩ của Garter vào năm 1361. Năm 1362, ở tuổi 21, ông được cha mình phong làm Bá tước xứ Cambridge.

## Sự nghiệp quân sự
Edmund đã tham gia một số cuộc thám hiểm quân sự đến Pháp trong những năm 1370. Năm 1369, ông đưa một đoàn tùy tùng gồm 400 binh lính và 400 cung thủ đến phục vụ quân đội cùng với John Hastings, Bá tước thứ 2 của Pembroke trong các chiến dịch ở Công quốc Breizh và Angoulême. Năm sau, lần đầu tiên ông cùng vị bá tước Pembroke tham gia một cuộc hành quân để giải vây pháo đài Belle Perche và sau đó đi cùng người anh trai cả Edward, Hắc Vương tử, trong một chiến dịch dẫn đến cuộc bao vây Limoges. Năm 1375, ông đi thuyền cùng Bá tước March để giải vây Brest, nhưng sau một số thành công ban đầu, một hiệp định đình chiến đã được tuyên bố.
Trong những năm 1370, các sứ thần người Anh tham gia liên minh với Fernando I của Bồ Đào Nha, nơi Bồ Đào Nha hứa sẽ tấn công Castile với quân đội người Lancaster. Do hậu quả của Chiến tranh Caroline ở Pháp, John xứ Gaunt buộc phải hoãn cuộc xâm lược Castile. Năm 1381, Edmund cuối cùng đã dẫn đầu một cuộc hành quân bị hủy bỏ để thúc đẩy yêu sách của John đối với Castile, cũng như tham gia cùng với Vua Ferdinand trong việc tấn công Castile như một phần của Cuộc chiến Ferdinand. Sau nhiều tháng do dự, một hiệp ước hòa bình lần nữa lại được tuyên bố giữa Castile và Bồ Đào Nha, và Edmund phải dẫn đội quân bất cẩn của mình về lại đúng chỗ.
Edmund được bổ nhiệm làm Phụ tá của Lâu đài Dover và Giám đốc Cảng Cinque vào ngày 12 tháng 6 năm 1376 và giữ chức vụ cho đến năm 1381. Ngày 6 tháng 8 năm 1385, ông được nâng lên làm Công tước xứ York. Edmund đóng vai trò là nhiếp chính vào năm 1394 hoặc 1395 khi cháu trai của ông là Vua Richard II của Anh đang vận động tranh cử ở Ireland và chủ trì Quốc hội vào năm 1395. Ông cũng là người giữ vương quốc vào năm 1396 trong chuyến thăm ngắn ngủi của nhà vua đến Pháp để cưới cô dâu Pháp 7 tuổi Isabelle của Pháp. Vị công tước lại làm Giám hộ của Vương quốc vào mùa hè năm 1399 khi Richard II khởi hành cho một chiến dịch kéo dài khác ở Ireland. Cuối tháng 6 năm đó, Henry Bolingbroke bị lưu đày đã cập bến Bridlington ở Yorkshire. Edmund đã gây dựng một đội quân để chống lại Henry Bolingbroke, nhưng sau đó Henry quyết định tham gia cùng ông, và Henry đã được khen thưởng xứng đáng. Sau đó, ông vẫn trung thành với chế độ của hoàng tộc Lancaster cho đến khi Henry Bolingbroke lật đổ Richard II để trở thành Vua Henry IV.

## Cuộc sống sau này
Di chúc năm 1399 của Richard II đề cập đến người kế vị mà không nêu tên ông, đồng thời bổ nhiệm Edmund làm một trong những người giám sát. Một số người cho rằng Richard dự định để Edmund trở thành người thừa kế của mình bất chấp những tuyên bố mạnh mẽ hơn của Henry của Bolingbroke và Edmund Mortimer. Điều này không phải do bất kỳ sự ưa thích nào Richard dành cho Edmund, mà là mong muốn của nhà vua để đặt con trai của Edmund, chính là Edward lên ngôi. Về cuối đời, vào năm 1399, ông được bổ nhiệm làm Giám đốc của West March trong một thời gian ngắn.. Nếu không có gì, từ năm 1399 trở đi, ông đã rút lui khỏi cuộc sống hoàng gia.

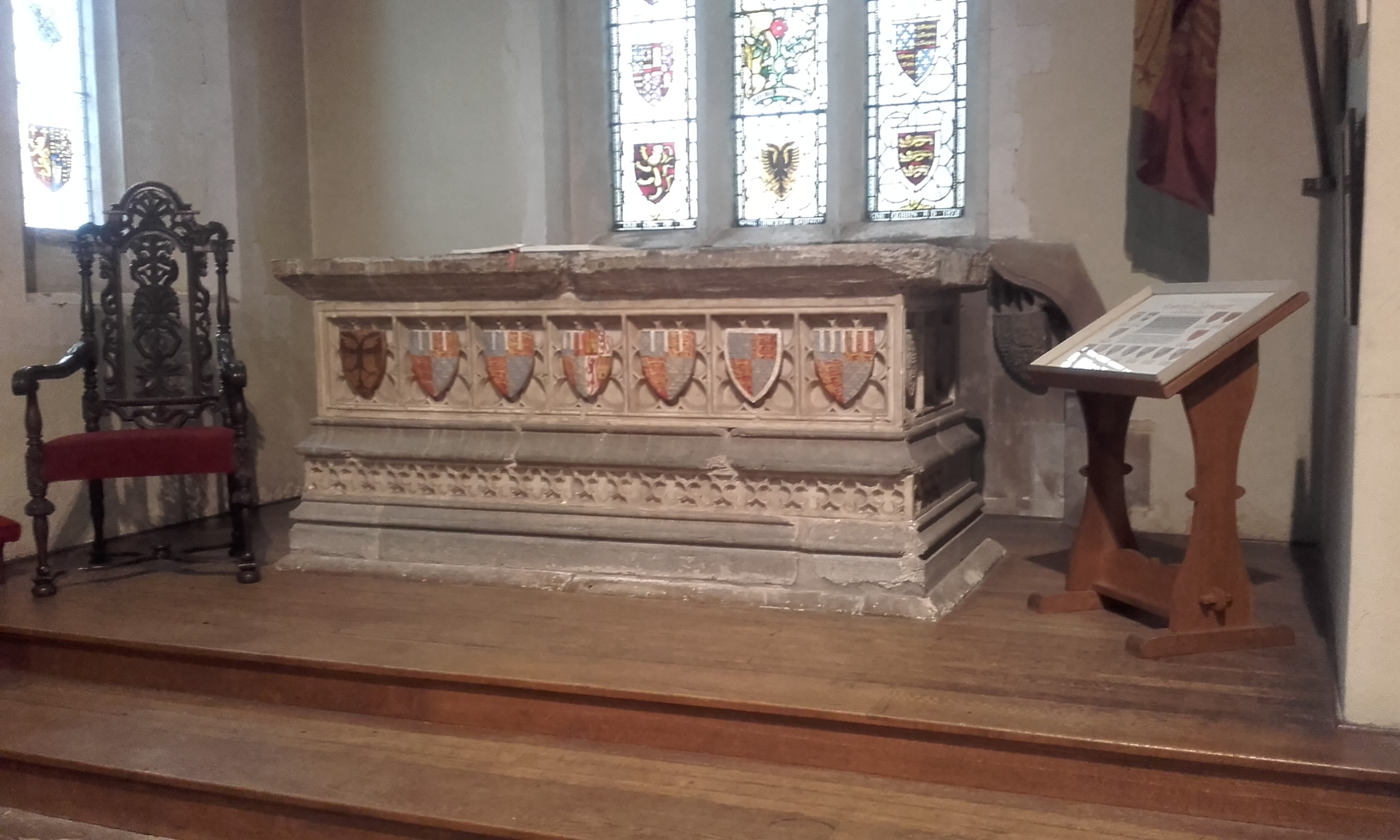
Ngôi mộ của Edmund trong Nhà thờ Các Thánh, t iKings Langley. Ngôi mộ được đưa đến nhà thờ vào năm 1575 sau khi Tu viện Langley gần đó đã bị giải thể.

Edmund xứ Langley qua đời tại nơi sinh của mình và được chôn cất tại Tu viện King Langley. Tuy nhiên, lăng mộ của ông đã được chuyển đến Nhà thờ gần đó vào năm 1575 sau khi giáo đường bị giải thể. Khi ngôi mộ được di chuyển một lần nữa trong quá trình trùng tu nhà thờ vào năm 1877, xuất hiện ba thi thể một nam và hai nữ,đã được tìm thấy bên trong. Danh hiệu công tước của ông được truyền cho con trai cả của ông, Edward. Ông là người cuối cùng trong số anh chị em ruột của mình còn sống, và cũng sống lâu nhất trong số họ.

## Hôn nhân
Người vợ đầu tiên của Edmund, Isabel, là con gái của Vua Pedro I của Castilla và María xứ Padilla. Bà cũng là em gái của Constanza của Castilla, vợ thứ hai của John xứ Gaunt, anh trai của Edmund. Edmund và Isabel đều là hậu duệ của Henry II của Anh.
Họ có 2 con trai và 1 con gái:
- Edward xứ Norwich, Công tước xứ York (c. 1373 – 25 tháng 10 năm 1415), hy sinh trong trận Agincourt.
- Constance xứ York (c. 1374 – 28 tháng 11 năm 1416), bà nội của Anne Neville.
- Richard xứ Conisburgh, Bá tước xứ Cambridge (c. 20 tháng 7 năm 1385 – 5 tháng 8 năm 1415), bị xử tử vì tội phản quốc bởi Henry V. Tổ tiên của các vị vua Edward IV, Edward V và Richard III của triều đại York, và tất cả các vị vua kế vị của nước Anh bắt đầu từ vua Henry VIII, người có mẹ là Elizabeth xứ York là cháu gái cố của ông.

Sau cái chết của Isabel vào năm 1392, Langley kết hôn với người em họ thứ hai của mình, Joan Holland. Bà và Langley đều là hậu duệ của Vua Edward I. Cuộc hôn nhân không có hậu duệ.

## Công tước xứ York trong văn học của Shakespeare

Là một thành viên của hoàng gia, Edmund mang trong mình những phù hiệu đánh dấu chủ quyền, dấu hiệu đặc trưng một đội quân, trên mỗi điểm ba ngọn đồi..

Edmund, Đệ nhất công tước York, là một nhân vật chính trong tác phẩm Richard II của Shakespeare. Trong vở kịch, Edmund từ chức vị trí cố vấn cho cháu trai Richard II của mình, nhưng miễn cưỡng phản bội nhà vua. Cuối cùng, ông đồng ý sát cánh với Henry Bolingbroke để giúp Henry lấy lại những vùng đất mà Richard bị tịch thu sau cái chết của cha Bolingbroke, John xứ Gaunt. Sau khi Bolingbroke phế truất Richard và lên ngôi vua Henry IV, Edmund phát hiện ra một âm mưu của con trai mình là Aumerle định ám sát vị vua mới. Edmund vạch trần âm mưu, nhưng vợ Isabella thuyết phục Henry tha thứ cho con trai mình.

## Tổ tiên
| \| \| \| \| \| \| \| \| \| \| \| 8. Edward I của Anh[9] \| \| \| \| \| \| \| \| \| \| \| \| \| \| \| \| \| \| \| \| \| \| \| \| \| \| \| \| \| \| \| \| \| \| \| \| \| \| \| \| \| \| \| \| \| \| \| \| \| \| \| 4. Edward II của Anh[9] \| \| \| \| \| \| \| \| \| \| \| \| \| \| \| \| \| \| \| \| \| \| \| \| \| \| \| \| \| \| \| \| \| \| \| \| \| \| \| \| \| \| \| \| \| \| \| \| \| \| \| \| \| \| \| \| \| \| \| \| 9. Leonor của Castilla[9] \| \| \| \| \| \| \| \| \| \| \| \| \| \| \| \| \| \| \| \| \| \| \| \| \| \| \| \| \| \| \| \| \| \| \| \| \| \| \| \| \| \| \| \| \| \| \| \| \| \| \| \| \| \| \| \| \| \| \| \| 2. Edward III của Anh \| \| \| \| \| \| \| \| \| \| \| \| \| \| \| \| \| \| \| \| \| \| \| \| \| \| \| \| \| \| \| \| \| \| \| \| \| \| \| \| \| \| \| \| \| \| \| \| \| \| \| \| \| \| \| \| \| \| \| \| 10. Philippe IV của Pháp[9] \| \| \| \| \| \| \| \| \| \| \| \| \| \| \| \| \| \| \| \| \| \| \| \| \| \| \| \| \| \| \| \| \| \| \| \| \| \| \| \| \| \| \| \| \| \| \| \| \| \| \| \| \| \| \| \| \| \| \| \| 5. Isabelle của Pháp và Navarra[9] \| \| \| \| \| \| \| \| \| \| \| \| \| \| \| \| \| \| \| \| \| \| \| \| \| \| \| \| \| \| \| \| \| \| \| \| \| \| \| \| \| \| \| \| \| \| \| \| \| \| \| \| \| \| \| \| \| \| \| \| 11. Juana I của Navarra[10] \| \| \| \| \| \| \| \| \| \| \| \| \| \| \| \| \| \| \| \| \| \| \| \| \| \| \| \| \| \| \| \| \| \| \| \| \| \| \| \| \| \| \| \| \| \| \| \| \| \| \| \| \| \| \| \| \| \| \| \| 1. Edmund xứ Langley \| \| \| \| \| \| \| \| \| \| \| \| \| \| \| \| \| \| \| \| \| \| \| \| \| \| \| \| \| \| \| \| \| \| \| \| \| \| \| \| \| \| \| \| \| \| \| \| \| \| \| \| \| \| \| \| \| \| \| \| 12. John II, Bá tước xứ Holland[10] \| \| \| \| \| \| \| \| \| \| \| \| \| \| \| \| \| \| \| \| \| \| \| \| \| \| \| \| \| \| \| \| \| \| \| \| \| \| \| \| \| \| \| \| \| \| \| \| \| \| \| \| \| \| \| \| \| \| \| \| 6. William I, Bá tước xứ Hainaut[10] \| \| \| \| \| \| \| \| \| \| \| \| \| \| \| \| \| \| \| \| \| \| \| \| \| \| \| \| \| \| \| \| \| \| \| \| \| \| \| \| \| \| \| \| \| \| \| \| \| \| \| \| \| \| \| \| \| \| \| \| 13. Philippa xứ Luxembourg[10] \| \| \| \| \| \| \| \| \| \| \| \| \| \| \| \| \| \| \| \| \| \| \| \| \| \| \| \| \| \| \| \| \| \| \| \| \| \| \| \| \| \| \| \| \| \| \| \| \| \| \| \| \| \| \| \| \| \| \| \| 3. Philippa xứ Hainault \| \| \| \| \| \| \| \| \| \| \| \| \| \| \| \| \| \| \| \| \| \| \| \| \| \| \| \| \| \| \| \| \| \| \| \| \| \| \| \| \| \| \| \| \| \| \| \| \| \| \| \| \| \| \| \| \| \| \| \| 14. Charles xứ Valois[11] \| \| \| \| \| \| \| \| \| \| \| \| \| \| \| \| \| \| \| \| \| \| \| \| \| \| \| \| \| \| \| \| \| \| \| \| \| \| \| \| \| \| \| \| \| \| \| \| \| \| \| \| \| \| \| \| \| \| \| \| 7. Jeanne xứ Valois[10] \| \| \| \| \| \| \| \| \| \| \| \| \| \| \| \| \| \| \| \| \| \| \| \| \| \| \| \| \| \| \| \| \| \| \| \| \| \| \| \| \| \| \| \| \| \| \| \| \| \| \| \| \| \| \| \| \| \| \| \| 15. Marguarite xứ Anjou[11] \| \| \| \| \| \| \| \| \| \| \| \| \| \| \| \| \| \| \| \| \| \| \| \| \| \| \| \| \| \| \| \| \| \| \| \| \| \| \| \| \| \| \| |                                  |  |  |  |  |  |  |  |  |                     |  |  |  |
| |                                  |  |  |  |  |  |  |  |  | 8. Edward I của Anh |  |  |  |
| |                                  |  |  |  |  |  |  |  |  |                     |  |  |  |
| |                                  |  |  |  |  |  |  |  |  |                     |  |  |  |
| |                                  |  |  |  |  |  |  |  |  |                     |  |  |  |
| | 4. Edward II của Anh             |  |  |  |  |  |  |  |  |                     |  |  |  |
| |                                  |  |  |  |  |  |  |  |  |                     |  |  |  |
| |                                  |  |  |  |  |  |  |  |  |                     |  |  |  |
| |                                  |  |  |  |  |  |  |  |  |                     |  |  |  |
| | 9. Leonor của Castilla           |  |  |  |  |  |  |  |  |                     |  |  |  |
| |                                  |  |  |  |  |  |  |  |  |                     |  |  |  |
| |                                  |  |  |  |  |  |  |  |  |                     |  |  |  |
| |                                  |  |  |  |  |  |  |  |  |                     |  |  |  |
| | 2. Edward III của Anh            |  |  |  |  |  |  |  |  |                     |  |  |  |
| |                                  |  |  |  |  |  |  |  |  |                     |  |  |  |
| |                                  |  |  |  |  |  |  |  |  |                     |  |  |  |
| |                                  |  |  |  |  |  |  |  |  |                     |  |  |  |
| | 10. Philippe IV của Pháp         |  |  |  |  |  |  |  |  |                     |  |  |  |
| |                                  |  |  |  |  |  |  |  |  |                     |  |  |  |
| |                                  |  |  |  |  |  |  |  |  |                     |  |  |  |
| |                                  |  |  |  |  |  |  |  |  |                     |  |  |  |
| | 5. Isabelle của Pháp và Navarra  |  |  |  |  |  |  |  |  |                     |  |  |  |
| |                                  |  |  |  |  |  |  |  |  |                     |  |  |  |
| |                                  |  |  |  |  |  |  |  |  |                     |  |  |  |
| |                                  |  |  |  |  |  |  |  |  |                     |  |  |  |
| | 11. Juana I của Navarra          |  |  |  |  |  |  |  |  |                     |  |  |  |
| |                                  |  |  |  |  |  |  |  |  |                     |  |  |  |
| |                                  |  |  |  |  |  |  |  |  |                     |  |  |  |
| |                                  |  |  |  |  |  |  |  |  |                     |  |  |  |
| | 1. Edmund xứ Langley             |  |  |  |  |  |  |  |  |                     |  |  |  |
| |                                  |  |  |  |  |  |  |  |  |                     |  |  |  |
| |                                  |  |  |  |  |  |  |  |  |                     |  |  |  |
| |                                  |  |  |  |  |  |  |  |  |                     |  |  |  |
| | 12. John II, Bá tước xứ Holland  |  |  |  |  |  |  |  |  |                     |  |  |  |
| |                                  |  |  |  |  |  |  |  |  |                     |  |  |  |
| |                                  |  |  |  |  |  |  |  |  |                     |  |  |  |
| |                                  |  |  |  |  |  |  |  |  |                     |  |  |  |
| | 6. William I, Bá tước xứ Hainaut |  |  |  |  |  |  |  |  |                     |  |  |  |
| |                                  |  |  |  |  |  |  |  |  |                     |  |  |  |
| |                                  |  |  |  |  |  |  |  |  |                     |  |  |  |
| |                                  |  |  |  |  |  |  |  |  |                     |  |  |  |
| | 13. Philippa xứ Luxembourg       |  |  |  |  |  |  |  |  |                     |  |  |  |
| |                                  |  |  |  |  |  |  |  |  |                     |  |  |  |
| |                                  |  |  |  |  |  |  |  |  |                     |  |  |  |
| |                                  |  |  |  |  |  |  |  |  |                     |  |  |  |
| | 3. Philippa xứ Hainault          |  |  |  |  |  |  |  |  |                     |  |  |  |
| |                                  |  |  |  |  |  |  |  |  |                     |  |  |  |
| |                                  |  |  |  |  |  |  |  |  |                     |  |  |  |
| |                                  |  |  |  |  |  |  |  |  |                     |  |  |  |
| | 14. Charles xứ Valois            |  |  |  |  |  |  |  |  |                     |  |  |  |
| |                                  |  |  |  |  |  |  |  |  |                     |  |  |  |
| |                                  |  |  |  |  |  |  |  |  |                     |  |  |  |
| |                                  |  |  |  |  |  |  |  |  |                     |  |  |  |
| | 7. Jeanne xứ Valois              |  |  |  |  |  |  |  |  |                     |  |  |  |
| |                                  |  |  |  |  |  |  |  |  |                     |  |  |  |
| |                                  |  |  |  |  |  |  |  |  |                     |  |  |  |
| |                                  |  |  |  |  |  |  |  |  |                     |  |  |  |
| | 15. Marguarite xứ Anjou          |  |  |  |  |  |  |  |  |                     |  |  |  |
| |                                  |  |  |  |  |  |  |  |  |                     |  |  |  |
| |                                  |  |  |  |  |  |  |  |  |                     |  |  |  |